# Kiełczew
Kiełczew (prononciation : [ˈkʲɛu̯t͡ʂɛf]) est un village polonais de la gmina de Małkinia Górna dans le powiat d'Ostrów Mazowiecka de la voïvodie de Mazovie dans le centre-est de la Pologne.
Il se situe à environ 7 kilomètres à l'ouest de Małkinia Górna (siège de la gmina), 14 kilomètres au sud d'Ostrów Mazowiecka (siège du powiat) et à 83 kilomètres au nord-est de Varsovie (capitale de la Pologne).
Le village compte approximativement une population de 710 habitants en 2006.

## Histoire
De 1975 à 1998, le village appartenait administrativement à le powiat d'Ostrów dans la voïvodie d'Ostrołęka.